# Gladiators Trèves
Maillots
Les Gladiators Trèves sont un club allemand de basket-ball issu de la ville de Trèves. Le club appartient à la ProA soit le deuxième plus haut niveau du championnat allemand.

## Noms successifs
- Avant 2002 : TVG HerzogTel Basketball
- Depuis 2002 : TBB

## Palmarès
- Coupe d'Allemagne : 1998, 2001

## Entraîneurs successifs
- 2003-2007 : Joe Whelton

## Joueurs célèbres ou marquants
- Nikola Dačević
- Jamal Shuler
- Derek Raivio
- Marcus Taylor